# Hôtel International (Vichy)
L’hôtel International est un ancien hôtel de Vichy, dans le département de l’Allier, devenu après-guerre un immeuble résidentiel. Construit en 1902, il est chronologiquement le premier palace de la station thermale.
L’International a depuis été inscrit au patrimoine mondial de l’UNESCO, avec l’hôtel des Ambassadeurs et l’Hôtel du Parc.

## Histoire
Depuis 1846, l'emplacement est occupé par l'hôtel de Bordeaux. Le riche Léon Soalhat, déjà propriétaire avec son père du Grand Hôtel de Russie et de Nîmes, situé place de la Source de l'Hôpital, et qui plus tard deviendra propriétaire de l'Astoria Palace, rachète l'hôtel de Bordeaux pour y construire un palace. Les plans de l’International sont dessinés en 1902 par l’architecte vichyssois Paul Martin. Léon Soalhat souhaite un palace ultra-moderne et une « véritable innovation » pour Vichy.
Lors de la Première Guerre mondiale, l’International est réquisitionné comme hôpital militaire, devenant ainsi l'hôpital temporaire numéro 44,. Le 14 octobre 1918, il est repris par le Corps expéditionnaire américain pour servir d'hôpital général à leurs troupes. Léon Soalhat réussit à obtenir une autorisation de la part du médecin-chef pour poursuivre ses travaux. Un nouveau grand hall empiétant sur le jardin est construit, l'ancienne salle à manger est transformée en salons et un deuxième hall orné de vitraux aux décors de fleurs et d'oiseaux est construit au fond du jardin.
En 1925, l’International est cédé à une banque de Paris. L’aile droite est surélevée de cinq étages, les fondations ayant été prévues pour cette éventualité, et l’hôtel accueille désormais trois cents chambres. 
Pendant la Seconde Guerre mondiale, sous le gouvernement de Philippe Pétain, l’International est réquisitionné pour abriter une partie de l'administration. Il abrite notamment le secrétariat d’État à la Guerre et la Légion française des combattants,. Les premiers étages sont occupés par les services secrets, tandis que le tout dernier est réservé à l'administration fiscale. À la libération de Vichy, l'hôtel est occupé par la Résistance. Le milicien et  Waffen-SS français Joannès Tomasi y aurait été longuement torturé. Le palace devient en 1945 le Centre thermal des prisonniers et déportés, avant d'être définitivement transformé en résidence privée.
De mai à novembre 2024, ses salles du rez-de-chaussée accueillent l'exposition organisée par la ville, Vichy, l'internationale.

## Description
L'International est construit suivant un plan en forme de U, légèrement incliné sur la droite. Il est composé de six étages, accessibles par une entrée en cul-de-four. Sept magasins occupent initialement le rez-de-chaussée coté rue. Le centre est occupé par un jardin intérieur de style italien. L'architecte souhaitait s'inspirer de la loggia de la Renaissance.